# Spisak sudova Sjedinjenih Država
Sudovi Sjedinjenih Država su usko povezani hijerarhijski sistemi sudova na saveznom i državnom nivou. Federalni sudovi čine pravosudni ogranak američke vlade i deluju pod nadležnošću Ustava Sjedinjenih Država i saveznog zakona. Državni i teritorijalni sudovi pojedinačnih američkih država i teritorija funkcionišu pod nadležnošću državnog i teritorijalnog ustava i zakona.
Savezni statuti koji se odnose na „sudove Sjedinjenih Država“ odnose se samo na sudove savezne vlade, a ne na sudove pojedinačnih država i okruga. Zbog federalističkih osnova podele između suverenih saveznih i državnih vlada, različiti državni sudski sistemi su slobodni da funkcionišu na načine koji se uveliko razlikuju od onih u saveznoj vladi, i jedan od drugog. U praksi, međutim, svaka država je usvojila podelu svog pravosuđa na najmanje dva nivoa, a skoro svaka država ima tri nivoa, pri čemu prvostepeni sudovi razmatraju predmete koje mogu kasnije razmatrati apelacioni sudovi i na kraju vrhovni sud države. Nekoliko država ima dva odvojena vrhovna suda, od kojih je jedan nadležan za građanske stvari, a drugi za razmatranje krivičnih predmeta. 47 država i savezna vlada dozvoljavaju najmanje jednu žalbu na pravosnažnu presudu, što znači da sud koji prima žalbu mora odlučiti o žalbi nakon što je podneta i argumentovano pravilno obrazložena. Tri države ne daju pravo na prvu žalbu. Umesto toga, oni daju strankama samo pravo da podnesu peticiju za pravo na saslušanje žalbe.
Državni sudovi često imaju različita imena i strukture, kao što je ilustrovano u nastavku. Državni sudovi saslušavaju oko 98% sudskih sporova; većina država ima sudove posebne jurisdikcije, koji obično rešavaju manje sporove kao što su saobraćajni navodi, i sudove opšte nadležnosti odgovorne za ozbiljnije sporove.
Federalni sudski sistem SAD saslušava predmete koji uključuju stranke u parnici iz dve ili više država, kršenja saveznih zakona, ugovora i ustava, admiralitet, bankrot i srodna pitanja. U praksi, oko 80% slučajeva su građanski, a 20% krivični. Građanski predmeti često uključuju građanska prava, patente i socijalno osiguranje, dok krivični slučajevi uključuju poresku prevaru, pljačku, falsifikovanje i zločine vezane za droge. Prvostepeni sudovi su okružni sudovi u SAD, a zatim slede apelacioni sudovi Sjedinjenih Država, a zatim Vrhovni sud Sjedinjenih Država. Pravosudni sistem, bilo državni ili savezni, počinje prvostepenim sudom, čiji rad može da pregleda apelacioni sud, a zatim se završava na sudu poslednje instance, koji može da preispita rad nižih sudova.

## Spoljašnje veze
- National Center for State Courts – directory of state court websites.